# マークゥィース・グレイ
Marquise Gray（マークゥィース・グレイ、もしくはマーキス・グレイ、1986年7月14日 - ）は、バスケットボール選手である。ポジションはパワーフォワード/センター。

## 来歴
ミシガン州立大学を卒業後にプロ選手となり、デトロイト・ピストンズ所属でNBAサマーリーグに参加した後、トルコ、ポーランド、メキシコのチームでプレーした。
2012年8月、bjリーグの新潟アルビレックスBBに入団。新潟では2012-13シーズンの17試合に出場した後、12月10日に契約解除となり、12月14日に千葉ジェッツと契約した。千葉にはシーズン終了まで在籍し、35試合に出場。新潟、千葉在籍時の登録名はマーキス・グレイ。
2013年8月、横浜ビー・コルセアーズに移籍。登録名をマークゥィース・グレイに変更した。2013-14シーズンはレギュラーシーズン全52試合に出場。12月21日・22日開催週には週間MVPを受賞した。

## 主な成績
| シーズン         | チーム | GP | GS | MPG  | FG%  | 3P%  | FT%  | RPG | APG | SPG | BPG | TO  | PPG  |
| ---------------- | ------ | -- | -- | ---- | ---- | ---- | ---- | --- | --- | --- | --- | --- | ---- |
| bjリーグ 2012-13 | 新潟   | 17 |    | 15.6 | .533 | ---  | .519 | 4.6 | 0.5 | 0.4 | 0.6 | 1.9 | 7.4  |
| bjリーグ 2012-13 | 千葉   | 35 |    | 23.4 | .557 | .000 | .681 | 9.1 | 1.3 | 0.7 | 1.1 | 2.1 | 12.5 |
| bjリーグ 2013-14 | 横浜   | 52 |    | 29.4 | .495 | .171 | .743 | 9.6 | 1.2 | 0.8 | 0.7 | 2.6 | 16.1 |